# نیدرلاور
نیدرلاور (به آلمانی: Niederlauer) یک شهر در آلمان است که در رن-گرابفلد واقع شده‌است. نیدرلاور ۱٬۷۸۷ نفر جمعیت دارد.